# Populorum Progressio
Populorum progressio ('Do Progresso dos povos') é uma famosa encíclica escrita pelo  Papa Paulo VI e publicada em 26 de março de 1967.
A encíclica é dedicada à cooperação entre os povos e ao problema dos países em desenvolvimento. O texto denuncia o agravamento do desequilíbrio entre países ricos e pobres, critica o neocolonialismo e afirma o direito de todos os povos ao bem-estar. Propõe a criação um grande Fundo mundial, sustentado por uma parte da verba das despesas militares, para vir em auxílio dos mais deserdados.
O texto critica tanto o "liberalismo sem freio" que conduziu ao "imperialismo internacional do dinheiro", como a "coletivização integral e a planificação arbitrária, que priva os homens da liberdade e dos direitos fundamentais da pessoa humana."
Populorum progressio é uma das encíclicas mais importantes da historia da Igreja Católica, ainda que tenha suscitado críticas nos meios mais conservadores, particularmente quando admite o direito dos povos à insurreição revolucionária - mas apenas nos casos de "tirania evidente e prolongada que ofendesse gravemente os direitos fundamentais da pessoa humana e prejudicasse o bem comum do país.
| “ | A terra foi dada a todos e não apenas aos ricos. Quer dizer que a propriedade privada não constitui para ninguém um direito incondicional e absoluto. Ninguém tem direito de reservar para seu uso exclusivo aquilo que é supérfluo, quando a outros falta o necessário. Numa palavra, "o direito de propriedade nunca deve exercer-se em detrimento do bem comum, segundo a doutrina tradicional dos Padres da Igreja e dos grandes teólogos". Surgindo algum conflito "entre os direitos privados e adquiridos e as exigências comunitárias primordiais", é ao poder público que pertence "resolvê-lo, com a participação ativa das pessoas e dos grupos sociais". | ” |

O Papa Bento XVI, em sua encíclica Caritas in Veritate, reiterou a importância da mensagem contida na Populorum Progressio. Segundo ele, da mesma forma que a encíclica Rerum Novarum foi importante para a época, a encíclica de Paulo VI é importante para os desafios de contemporaneidade. Nas palavras de Bento XVI: "...exprimo a minha convicção de que a Populorum progressio merece ser considerada como « a Rerum novarum da época contemporânea », que ilumina o caminho da humanidade em vias de unificação"..